# Kuan Du Bridge
Le Kuan Du Bridge (关渡大桥, POJ : Koan Pour Toa Kio) est un pont en arc enjambant le fleuve Danshui, à Taipei, à Taïwan. Conçu par Tung-Yen Lin, il mesure au total 539 mètres avec une travée centrale de 165 m et a été terminé en 1983. Il porte la route provinciale n°15.

## Sources et références
1. ↑  « Taiwan Guandu Bridge », sur Université de génie civil de Fuzhou, Arch-bridges.cn (consulté le 26 mai 2010).